# 松原梨沙
松原梨沙（まつばら りさ、1976年10月5日 - ）はファッションモデル、グラビアアイドル。広島県出身。

ギャル系ファッション誌『Happie』（英知出版、現在のインフォレスト社の前身の出版社）のカリスマモデルとして活躍。その後、グラビア、写真集、モデルとして活躍。Hで可愛い"エロ×カワ"、"寸止めセクシー"などのキャッチコピーでグラビアで活躍。ディスカバリー・エンターテインメント所属。 血液型 AB型。てんびん座。 
2002年にキーボードのNakao、ギターのYOUとバンド「CANDY ZIG XXX」を結成し、ヴォーカルを担当。バンドは2004年に活動を停止。2005年には芸能界を引退し全ての芸能活動を停止した。

## 出演

### CM
- セクシーヴィーナス

## グラビア
- 「ヤングマガジン」（講談社）
- 「FLASH」（光文社）
- 「週刊プレイボーイ」（集英社）
- 「sabra」、「週刊ポスト」（小学館）

## 写真集
- 「ロマンポルノ」（ワニブックス）

## DVD
- Pretty Princess （竹書房）
- Fashion Exposure（ラインコミュニケーションズ）

## CD (CANDY ZIG XXX名義)
- FLEX MIXTURE （MSG Records）
- new songs demo